# Crisis en Haití (2019-presente)
La crisis política en Haití es una serie de acontecimientos iniciados  el  21 de febrero  de 2019 con las protestas  que tenían el objetivo de lograr la renuncia del ya difunto expresidente de Haití, Jovenel Moïse. La oposición, liderada por Jean-Charles Moïse, afirmaba que su objetivo era crear un gobierno de transición para proporcionar programas sociales y procesar a funcionarios supuestamente corruptos. Las movilizaciones se vieron fortalecidas por la crisis social en la que estaba y sigue envuelta Haití. Hasta julio de 2021 se realizaron seis cambios de Primer Ministro y la Asamblea Nacional no pudo realizar sus elecciones, desapareciendo en la práctica.
La muerte del presidente Moïse no cerró la crisis, su poderes fueron asumidos por el primer ministro Ariel Henry, quien debía organizar las elecciones para 2021 fue sucesivamente aplazándolas y el país se ha mantenido en el caos provocado por bandas criminales con niveles de violencia, que según cifras de Naciones Unidas han desplazado internamente a casi 314 000 personas, 4,7 millones de haitianos, casi la mitad de la población, padece de hambre aguda, y en la capital, unas 20 000 personas viven en condiciones de hambruna. Además el cólera continúa sin ser controlado.

## Antecedentes
Una investigación del Senado publicada en noviembre de 2017 sobre el período 2008-2016 (las administraciones de René Préval y Michel Martelly, así como el jefe de gabinete del entonces presidente Jovenel Moïse) reveló que se había financiado una corrupción significativa con préstamos venezolanos a través del programa Petrocaribe. Los haitianos en ese momento fueron informados de la corrupción que había ocurrido.
En febrero de 2021 estalló una nueva serie de protestas en medio de una disputa por el mandato presidencial de Moïse. Los manifestantes afirmaron que el mandato de Moïse finalizó oficialmente el 7 de febrero de 2021 y exigieron su dimisión. Moïse dijo que los presidentes haitianos tienen cinco años para servir según la constitución y él tenía un año más para servir desde que asumió la presidencia en febrero de 2017. Los manifestantes también expresaron su preocupación por el referéndum constitucional de 2021, un referéndum propuesto por Moïse que, según se informa, eliminaría la prohibición de mandatos presidenciales consecutivos y le permitiría presentarse nuevamente.

## Cronología
Las protestas comenzaron después de los informes de un tribunal de que funcionarios de alto nivel del gobierno haitiano habían utilizado indebidamente hasta 3800 millones de dólares en préstamos del Petrocaribe de Venezuela y que el presidente Moïse había estado involucrado en la corrupción. Los problemas económicos, incluido el aumento del costo de la vida, también alimentaron las protestas en la nación.

### 2019

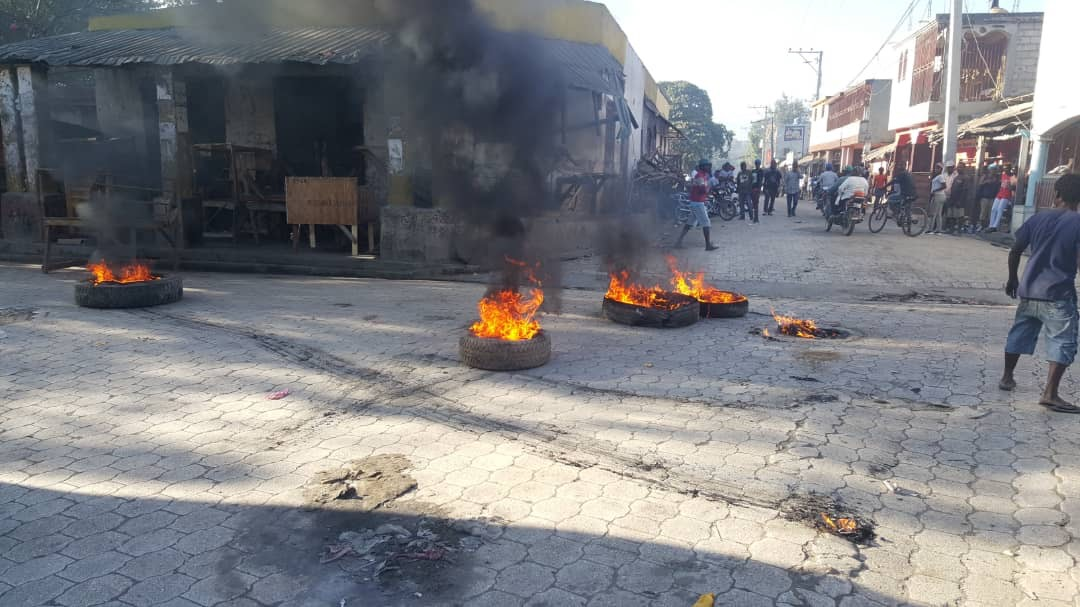
Quema de neumáticos en febrero

El primer día de las manifestaciones, los manifestantes apuntaron a los vehículos de lujo de los haitianos ricos, dañándolos. Al día siguiente, el 8 de febrero, los alcaldes de algunas ciudades anunciaron la cancelación de los eventos previos al Carnaval. Las protestas del 9 de febrero provocaron más enfrentamientos con la policía, y los manifestantes arrojaron piedras a la casa del presidente Moïse después de que el personal de seguridad de uno de sus aliados chocó contra el automóvil de una mujer y comenzó a golpearla.
El 12 de febrero, los manifestantes incendiaron un mercado popular, saquearon varias tiendas y ayudaron con una fuga de cárcel que liberó a todos los prisioneros de las instalaciones. El presidente Moïse se dirigió al país el 14 de febrero y dijo que no renunciaría, diciendo que «Yo, Jovenel Moïse, jefe de Estado, no entregaré al país a las bandas armadas y los narcotraficantes».
La mayoría de los manifestantes provenían de los barrios más pobres. Marc-Arthur Fils-Aimé, director general del Instituto Cultural Karl-Lévêque, dijo: «Las reivindicaciones se han vuelto tan radicales que parecen una lucha de clases. Las luchas económicas se superpusieron a las luchas estructurales. Es casi imposible definir claramente los contornos de las perturbaciones actuales si se separan del tejido socioeconómico y cultural del país donde las élites exportadoras han prosperado hasta el punto de reducir la isla a un estado de neocolonia.
En marzo de 2021 Jean-Michel Lapin asumió de forma interina el cargo de Primer Ministro de Haití, después de que la Cámara de Diputados Haitiana destituyeran a Jean-Henry Céant, tras aprobar una moción de censura en su contra por la falta de respuesta al agravamiento de la crisis económica y responsable por las protestas. Lapin asumió el cargo durante un consejo de ministros celebrado en la sede del Palacio Nacional y encabezado por el presidente del país caribeño, Jovenel Moïse que estaba haciendo las consultas para nombrar un nuevo Primer Ministro.
Con una galopante inflación y la devaluación acelerada de la moneda nacional, la administración de Moïse recurrió a un préstamo del Fondo Monetario Internacional (FMI), que concedería a Haití un crédito de 229 millones de dólares. Como contraparte, el organismo exigía al Gobierno haitiano un mayor control del gasto fiscal, y el combate a la corrupción. A través de su cuenta de Twitter el mandatario haitiano dio a conocer que tras las consultas que tuvo con los presidentes de la Cámara de Diputados y el Senado de la República escogieron a Lapin, quien se desempeñaba como primer ministro interino.

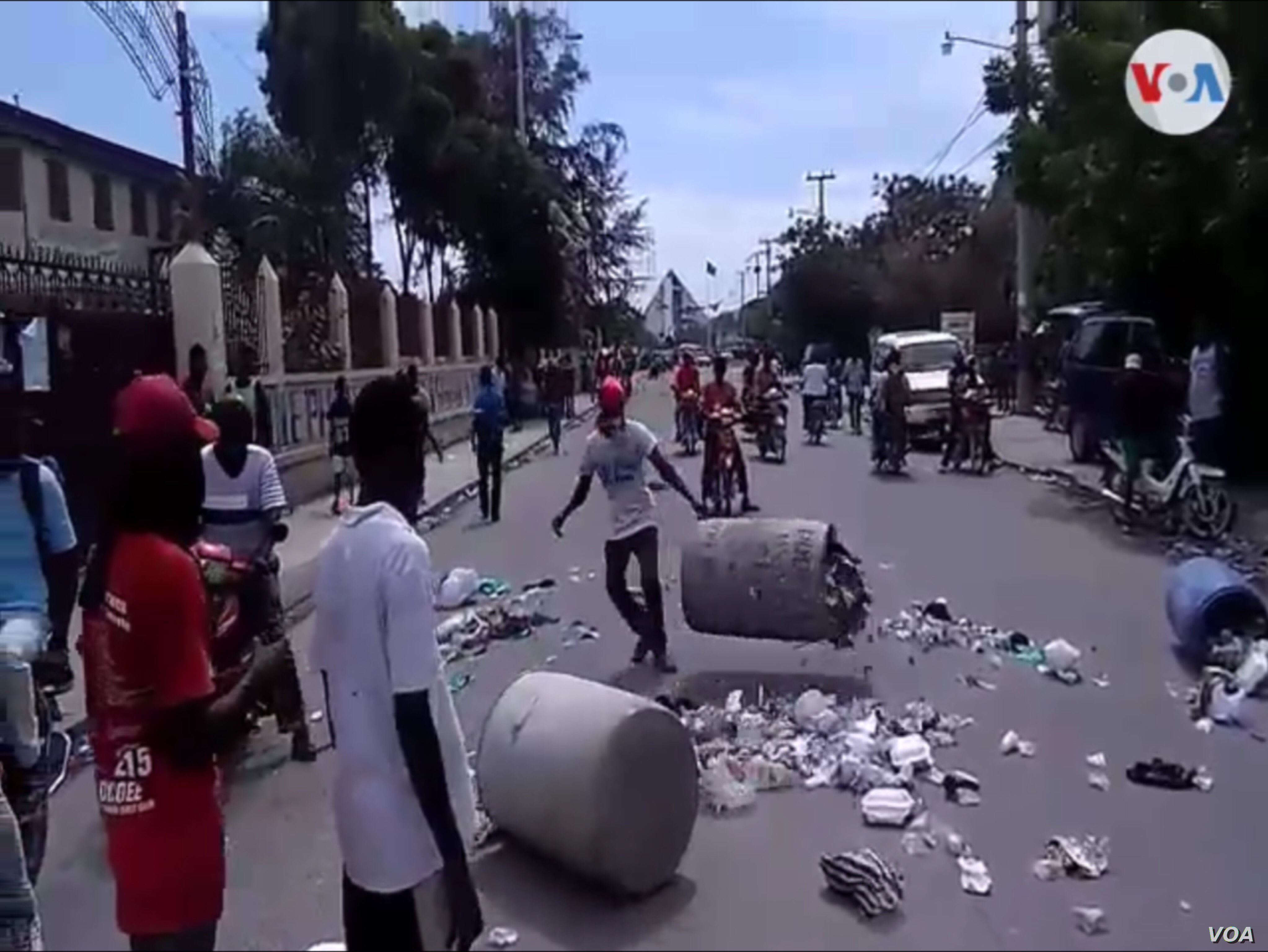
Manifestantes en Puerto Príncipe, 14 de junio de 2019

Miles personas se manifestaron el día 9 de junio de 2019 contra la corrupción en Puerto Príncipe y en varias ciudades de Haití y al menos dos personas resultaron muertas y varias personas resultaron heridas. Salieron a las calles para exigir la renuncia del presidente Jovenel Moïse. Los protestantes reclamaban que se investigase en profundidad qué pasó con los fondos derivados de cargamentos subsidiados de petróleo de Venezuela como parte del programa Petrocaribe días después de que el Tribunal Superior de Cuentas emitiera un informe que involucra a una empresa del mandatario en el supuesto manejo irregular de fondos de Petrocaribe.
Desde el 15 de septiembre hasta principios de octubre, al menos 17 personas murieron y casi 200 resultaron heridas de bala o cuchillo, según la Red Nacional de Defensa de los Derechos Humanos (RNDDH), que afirmaba: «Desde que llegaron al poder, las autoridades actuales se han burlado de los logros democráticos del pueblo haitiano y han violado sistemáticamente sus derechos. Nunca han tomado en serio los diversos movimientos de protesta que se han producido en el país desde julio de 2018 por parte de una población que padece todo tipo de males y que exige el disfrute de sus derechos civiles, económicos, políticos y sociales».
El subsecretario de Estado de Estados Unidos para Asuntos Políticos (David Hale) visitó Haití el 6 de diciembre, después de la visita de noviembre del embajador de Estados Unidos ante la ONU, Kelly Craft. Durante su visita, se reunió con la administración y con dirigentes de varios partidos políticos opositores, algunos de los cuales, entre ellos Fanmi Lavalas y Fusión, rechazaron cualquier colaboración con el presidente Moïse. El 10 de diciembre, el Comité de Asuntos Exteriores de la Cámara de Representantes de Estados Unidos inició audiencias sobre la situación en Haití, por la que Frederica Wilson había presionado. En la audiencia, Maxine Waters criticó duramente el apoyo de Estados Unidos al presidente Moïse. Ni el Departamento de Estado ni USAID estuvieron presentes en las audiencias.

### 2020
En septiembre y octubre de 2020 se produjeron más protestas en todo el país. Los manifestantes criticaron la respuesta del gobierno a la pandemia de COVID-19 en Haití, alegando que no proporcionó lo suficiente a quienes perdieron sus empleos a causa del virus.
La policía realizó protestas exigiendo mejores salarios y condiciones laborales. La policía intercambió disparos con soldados haitianos frente al Palacio Nacional, donde la policía protestaba por las condiciones laborales en febrero. A principios de 2020, un informe de las Naciones Unidas decía que la policía haitiana era corrupta y no protegía a la población.

### 2021
El 14 de enero, cientos de personas se manifestaron en Puerto Príncipe, Cabo Haitiano, Jacmel, Saint-Marc y Gonaïves contra el presidente Moïse. La mayoría de las manifestaciones fueron pacíficas, pero se informó de cierta violencia. El 20 de enero, cientos de personas volvieron a manifestarse en Puerto Príncipe y Cabo Haitiano para protestar contra el presidente. Una mujer recibió disparos de balas de goma y varias otras resultaron heridas durante las protestas. El 28 de enero, periodistas, legisladores, agentes de policía, jubilados, exagentes de policía y jueces de derechos humanos encabezaron protestas contra los abusos de los derechos humanos y la brutalidad policial, la violencia y la represión contra los manifestantes y corearon "Cuando no les pagan, nosotros". ¡Sois a quienes llaman!"
Según la oposición, se suponía que el mandato de Moïse como presidente terminaría el 7 de febrero de 2021, pero Moïse declaró que su mandato no terminaría hasta 2022.De esta manera los partidarios de la oposición contra el presidente Moïse supuestamente intentaron un golpe de Estado. Moïse ordenó la detención de 23 personas. Los días 8 y 9 de febrero se produjeron enfrentamientos con manifestantes y fuerzas de seguridad en Puerto Príncipe, en los que los manifestantes arrojaron piedras y corearon "Fuera los dictadores", "¡Abajo el secuestro! ¡Abajo la dictadura!". Reforzaron las demandas de la oposición para que dimitiera el presidente. Mientras la policía antidisturbios lanzaba gases lacrimógenos contra los manifestantes que protestaban por los asesinatos y cuestionaban los límites de los mandatos y arrojaban piedras a los agentes de seguridad.
El 10 de febrero, la policía volvió a utilizar gases lacrimógenos y disparó al aire para dispersar a una multitud de manifestantes que lanzaban piedras. Durante el incidente fueron detenidas veintitrés personas y dos periodistas resultaron heridos. Los manifestantes gritaron "¡Hemos vuelto a la dictadura! ¡Abajo Moïse! ¡Abajo Sison", en referencia a la embajadora estadounidense Michele J. Sison, que apoya a Moïse. El 15 de febrero, decenas de miles de manifestantes volvieron a manifestarse en Puerto Príncipe, acusando al gobierno de intentar instaurar una nueva dictadura y denunciando el apoyo internacional al presidente Moïse y ondeando la bandera nacional. Durante las protestas masivas se corearon cánticos como " Abajo la dictadura ".
Miles de haitianos llenaron las calles de la capital, Puerto Príncipe, las manifestaciones, manifestaciones y protestas fueron pacíficas, médicos y abogados discapacitados participaron en la protesta los días 7 y 9 de marzo, bajo el lema #FreeOurCountry. Los manifestantes pidieron la dimisión del presidente Moïse y del primer ministro Joseph Jouthe y pidieron que se tomen medidas enérgicas contra los secuestradores. El hashtag FreeHaiti encabezó manifestaciones de oposición en todo Haití el 15 de marzo, para protestar por el asesinato de cuatro agentes de policía en una aldea de Puerto Príncipe, pidiendo la dimisión del gobierno y exigiendo una represión de la violencia liderada por pandillas contra civiles inocentes. Los ciudadanos también expresaron su oposición a la corrupción y a las bandas armadas que controlan las ciudades. El 17 de marzo, miles de personas agitaron ramas de árboles y banderas en protestas contra el secuestro y contra el presidente Moïse. Decenas de miles de manifestantes y agentes de policía protestaron en toda la capital y sostuvieron una bandera haitiana en protesta por la corrupción y los arrestos policiales. Los policías en formación se unieron a la fuga de la cárcel mientras los ciudadanos salían a la calle por quinto día para bloquear las carreteras con vehículos, escombros y neumáticos en llamas, y también destrozaron un concesionario de automóviles.
El 3 de abril, miles de mujeres manifestantes marcharon en el 35.º aniversario de las protestas de mujeres haitianas de 1986, desafiando un aumento en los secuestros y pidieron al presidente Moïse que deplorara las investigaciones sobre la violencia contra las mujeres en Puerto Príncipe. Los trabajadores de empresas privadas respaldaron un paro laboral a nivel nacional que tuvo lugar el 15 de abril para protestar por la crisis de seguridad de Haití.
En abril, los manifestantes atacaron las zonas que rodean los edificios gubernamentales, con huevos, pinturas y símbolos vudú para persuadir al presidente Moïse de que dimitiera antes de las elecciones. El 7 de abril, se dibujaron símbolos  vudú con tiza y rodearon el palacio presidencial siete veces aludiendo al pasaje bíblico de la toma de Jericó y se encontraron con la policía que lanzaba gases lacrimógenos. Lo mismo ocurrió el 22 de abril.
En la capital, miles de personas, algunas de las cuales portaban la bandera nacional, corearon también consignas contra el representante de la ONU en Haití, al que acusaron de restar importancia a la magnitud de las manifestaciones. La protesta a favor de la democracia del 1 de marzo no fue violenta y asistieron decenas de miles de manifestantes. Miles de haitianos se manifestaron en varias ciudades y en la capital, Puerto Príncipe, los manifestantes exigieron respeto por la constitución actual y gritaron " Abajo la dictadura ", mientras los militantes quemaban neumáticos y derribaban vallas publicitarias recientemente montadas que promocionaban el próximo referéndum constitucional programado para el 27 de junio antes de Elecciones legislativas, locales y presidenciales previstas para el otoño.

#### Asesinato de Jovenel Moïse
Moïse fue asesinado en la madrugada del 7 de julio de 2021, cuando un grupo de hombres armados no identificados atacaron su residencia ubicada en Pèlerin 5, un distrito de Pétion-Ville. La Policía Nacional se enfrentó a los asesinos después de que abandonaron la residencia de Moïse. Cuatro sospechosos murieron durante un tiroteo con la policía en Puerto Príncipe y tres agentes fueron hospitalizados tras el tiroteo. Los pistoleros fueron descritos como mercenarios extranjeros que hablaban en español e inglés.
El 20 de julio de 2021 Ariel Henry asumió el cargo de Primer Ministro, que había sido nombrado por Moïse dos días antes de su muerte. En el acto de nombramiento se comprometió a formar un gobierno de consenso y a convocar elecciones lo antes posible.

#### Terremoto
Apenas un mes de la llegada al poder de Henry, el 14 de agosto el país volvió a ser asolado por un terremoto de una magnitud de 7.2 MW.  Al menos 136 800 edificios resultaron dañados o destruidos, mientras se estableció un número de 2248 muertos, 329 desaparecidos y 12 763 heridos.

### 2022
En abril-mayo de 2022, se produjeron enfrentamientos entre las bandas rivales, 400 Mewozo y Chen Mechan, en la llanura de la zona de Cul-de-Sac.
En julio de 2022, se produjo un brote de violencia entre pandillas en la capital haitiana, Puerto Príncipe, que dejó 89 muertos y más de 74 heridos.
En septiembre de 2022, estallaron protestas provocadas por el aumento de los precios de la energía y el aumento del costo de vida. Continuaron incluso después del levantamiento del bloqueo de la terminal de combustible de Varreux.
Tras sucesivos aplazamientos de los comicios, en diciembre de 2022, Ariel Henry se comprometió a dejar el cargo 14 meses después, en febrero de 2024  y facilitar una transición de poder en el país.

### 2023
En 2023, la situación en Haití siguió empeorando y los últimos funcionarios elegidos democráticamente abandonaron sus cargos, dejando a Haití sin un gobierno electo. Varios asesinatos policiales a manos de pandillas, incluido el asesinato de cuatro agentes de policía a manos de la banda Vitel'Homme en Petionville y el asesinato de siete agentes de policía el 25 de enero en Liancourt a manos de la banda Savien, llevaron a que la policía iniciara un motín en la residencia del primer ministro Ariel Henry. Los disturbios terminaron unos días después. Canadá anunció el 6 de febrero que iniciaría vuelos de vigilancia a Haití para seguir la situación en el país. Según documentos estadounidenses filtrados a finales de febrero, el Grupo Wagner comenzó a explorar vías y expresó interés en intervenir en Haití.
Una serie de enfrentamientos entre pandillas a principios de marzo provocaron la muerte de 208 personas, y los secuestros aumentaron un 72 % respecto al mismo período del año pasado entre enero y marzo. Cualquier persona con apariencia de riqueza: médicos, abogados y otros miembros ricos de la sociedad, ha sido secuestrada y retenida para pedir rescate. Entre ellos se encuentran Jean-Dickens Toussaint y Abigail Toussaint, una pareja haitiano-estadounidense que fue secuestrada el 18 de marzo y luego liberada, Robert Denis, director de la estación de televisión Canal Bleu, que fue secuestrado el 11 de abril, y Harold Marzouka, el vicecónsul de San Cristóbal y Nieves, que también es director general de la empresa de plásticos Haiti Plastics, que fue secuestrado el 15 de abril. Muchas víctimas han sido asesinadas después de que sus seres queridos no pagaron el rescate, mientras que muchos miembros de la clase alta han huido del país, lo que ha provocado una fuga de cerebros. La violencia continuó durante abril, y el 9 de abril la banda Ti Makak mató a tres agentes de policía en una emboscada en el barrio de Thomassin. 13 pandilleros fueron quemados vivos por una turba mientras los transportaban.
El 27 de julio, Estados Unidos ordenó a su personal no esencial que abandonara el país lo más rápido posible. Esta orden se dio el mismo día en que una enfermera estadounidense y su hijo fueron secuestrados, y se informó que el 80 % de la capital estaba controlada por pandillas.
En septiembre de 2023, los informes indicaban que aproximadamente el 80 % de la capital haitiana estaba bajo control de pandillas. La creciente crisis ha llevado a discusiones sobre una posible intervención policial en Haití encabezada por Kenia, respaldada por las Naciones Unidas, con 1000 efectivos, que Kenia había ofrecido anteriormente pero que Haití al principio se mostró reacio a aceptar. El 2 de octubre de 2023, se aprobó la resolución 2699 del Consejo de Seguridad de las Naciones Unidas, que autorizaba una "misión multinacional de apoyo a la seguridad" dirigida por Kenia a Haití. Si tal intervención ocurre, sería la primera vez que un país de la Unión Africana lideraría una importante operación de mantenimiento de la paz fuera de África. El 5 de octubre de 2023, el ministro de Asuntos Exteriores de Kenia, Alfred Mutua, fue sustituido por Musalia Mudavadi en medio de una controversia interna sobre los planes.

### 2024
El 26 de enero de 2024, un juez del Tribunal Superior deKenia detuvo el despliegue de agentes de policía en Haití, con el argumento de que el Consejo de Seguridad Nacional carece de poder legal para enviar miembros de la policía (y no militares) al extranjero, y que la policía de Kenia sólo podía ser desplegada en el extranjero si hay un acuerdo recíproco entre Kenia y la nación anfitriona. El gobierno dijo que apelaría el fallo. En marzo de 2024, el gobierno de Kenia anunció que había firmado un acuerdo con Haití para desplegar los 1000 agentes de policía prometidos.

#### Revueltas de pandillas
Cuando en febrero de 2024 llegó la fecha marcada para su salida del gobierno, respaldado por la comunidad internacional, Henry se negó a renunciar, argumentando que el empeoramiento de los niveles de violencia de las pandillas hacía imposible garantizar unas elecciones libres y justas por el momento.
El 2 de marzo de 2024 un grupo armado presuntamente liderado por el líder pandillero "Barbecue" Cherizier asaltó la prisión de Puerto Príncipe liberando a casi 3700 presos y afirmando que su objetivo era derrocar al presidente interino. También ocurrieron ataques al principal aeropuerto del país y enfrentamientos entre militares, policías y pandilleros del crimen organizado. 
El Gobierno declaró la noche del domingo 3 de marzo el estado de urgencia y el toque de queda en gran parte del país.Estos disturbios ocurrieron mientras Henry se encontraba en Kenia y permaneció en paradero desconocido hasta que su avión aterrizó en Puerto Rico el jueves 7 sin poder volver a Haití.
La noche del viernes 8 de marzo se vivió un recrudecimiento de las revueltas en los alrededores del Palacio Nacional de Haití, con tiroteos y un presumible intento de asalto de dicho Palacio.
El 11 de marzo de 2024 se produjo la dimisión de Henry, aun en Puerto Rico. Asimismo anunció la instalación de un consejo de transición encargado de llevar el país caribeño hacia unas elecciones. Ante esta nueva situación desde Kenia se anunció el retraso del despliegue de la fuerza policial keniana que iba a abanderar la llamada Misión Multinacional de Apoyo a la Seguridad para contener la ola de violencia criminal.

#### Consejo Presidencial de Transición
El 12 de abril de 2024, sin que la violencia estuviese bajo control, se constituyó un Consejo Presidencial de Transición que debe asumir el poder debe restaurar el orden tras años de inestabilidad política y de inseguridad.

## Acciones
El presidente Moïse había pedido que su oposición participe en el diálogo pacífico al afirmar que «los problemas del país no son únicamente políticos. Los problemas del país son sociales, económicos y políticos». La policía nacional ha declarado que hay «individuos maliciosos» que habían interrumpido las protestas pacíficas en el país.
La oposición ha sido liderada por Jean-Charles Moïse. La oposición de Moïse ha rechazado las ofertas de diálogo y ha exigido su renuncia y ha organizado una huelga general en todo el país para obligarlo a renunciar a su cargo. Jean-Charles Moïse, junto con los legisladores de la oposición, han pedido un gobierno de transición para reemplazar a Moïse, y Jean Charles declara que «Si Jovenel Moïse no quiere abandonar el poder, nombraremos un presidente interino en los próximos días».
El primer ministro de Haití, Jean Henry Céant, ha ofrecido reducir los precios de los alimentos y de los gastos de la administración pública para aplacar los disturbios y la violencia que desde hace diez días mantienen al país sumido en el caos. Los manifestantes exigen la dimisión tanto del primer ministro como del presidente. En su discurso, y tras reconocer que la corrupción es uno de los mayores problemas que enfrenta el país, el primer ministro prometió que se determinará el destino de los fondos de Petrocaribe y se ampliará la investigación sobre este caso.

### Misioneros comienzan a abandonar el país
Misioneros religiosos y activistas sociales que realizan labores de ayuda en Haití, comenzaron a abandonar ese país por la frontera con la República Dominicana, debido a la tensión imperante por las violentas protestas en demanda de la renuncia del presidente Jovenel Moïse. Los extranjeros llegaron al país en minibuses y vehículos privados y casi todos lamentaron que hayan tenido que abandonar esa vecina nación por los disturbios que ocurren.

### Medios de comunicación
Según el Comité para la Protección de los Periodistas, algunos reporteros han sido atacados por manifestantes. Un periodista de Reuters, Robenson Sanon, resultó herido durante las protestas, pero cree que fue una coincidencia porque se vio atrapado en medio de enfrentamientos.

### Arresto
Siete extranjeros y un haitiano fueron detenidos por la Policía Nacional de Haití con varias armas automáticas. Los detenidos son cinco estadounidenses, dos serbios (otros medios señalan que uno era ruso) y un haitiano quienes, de acuerdo con la información, tenían en su poder varias ametralladoras, pistolas, chalecos antibalas, drones y teléfonos satelitales, entre otros equipos.

### Pandillas
Organizaciones criminales, lideradas por personalidades como Jimmy "Barbecue" Cherizier y Guy Philippe, dos exagentes de policía, exigieron la salida de Henry del poder y convocaron manifestaciones en todo el país. Para intentar mitigar la situación de violencia en que está sumida el país Henry viajó a Kenia para suscribir un acuerdo por el que el país africano enviaría alrededor de 1000 policías

## Reacciones

### Países
- República Dominicana: El Ministerio de Defensa de la República Dominicana ordenó el refuerzo de la Frontera.[97] Los organismos castrenses de la República Dominicana mantienen militarizadas las estaciones de venta de combustibles en la frontera con Haití a causa de la crisis de carburantes en el vecino país. La medida fue adoptada tras agravarse la escasez de combustibles en Haití, que desde el pasado 7 de febrero es escenario de violentas protestas en reclamo de la dimisión del presidente de esa nación, Jovenel Moïse.[98][99] El aspirante presidencial  dominicano Carlos Amarante consideró que ante la ola de inestabilidad que arropa a Haití, fruto de las constantes protestas callejeras, disturbios y actos de violencia, las potencias interventoras en la vecina nación, como Estados Unidos, Canadá y Francia deben promover la paz y la estabilidad en la parte occidental de la isla.[100]
- Estados Unidos: Estados Unidos instó al diálogo y un compromiso genuinos, que conduzcan a un gobierno transparente y responsable en Haití, por medio del El portavoz del Departamento de Estado de los Estados Unidos para Asuntos del Hemisferio Occidental declaró que «apoyamos el derecho de todas las personas a exigir un gobierno democrático y transparente y responsabilizar a los líderes de sus gobiernos,... pero no hay excusa para la violencia. La violencia lleva a inestabilidad, menos inversión y menos empleos».[101][102] Estados Unidos preparó asistencia humanitaria para garantizar la seguridad alimentaria en Haití y pidió que los responsables de la corrupción sean llevados a la justicia.[103] Departamento de Estado emitió una alerta de viaje de nivel 4 por la que recomienda «no viajar» por «delitos y descontento civil» y «manifestaciones generalizadas, violentas e impredecibles» en la capital, Puerto Príncipe, y otras ciudades. Además, ha ordenado la evacuación de todo el personal estadounidense no esencial y sus familias.[92]

### Organizaciones
- Core Group: En un comunicado el Core Group integrado por el representante especial adjunto del Secretario General de las Naciones Unidas, los embajadores de Alemania, Brasil, Canadá, España, EE. UU., Francia, la Unión Europea y el representante especial de la OEA, llamó a los actores políticos a un diálogo para buscar una solución a la crisis política y económica en la que está inmersa este país caribeño. Asimismo, el Core Group rechazó los actos de violencia durante las manifestaciones y lamentó la pérdida de vidas humanas.[104][105]
- Caricom: El Organismo multinacional manifestó que «está profundamente preocupado por las continuas protestas violentas en Haití, que han resultado en la pérdida de vidas, propiedades, destrucción de infraestructura y causaron graves problemas» y «pide calma» y «el cese de la violencia, haciendo un llamado a todos los involucrados para que participen en un diálogo constructivo y respeten la constitución, el estado de derecho y los procesos democráticos para que los problemas se puedan resolver en una atmósfera pacífica y permitan el retorno a un estado de normalidad».[106]
- Organización de los Estados Americanos: El secretario de la Organización de los Estados Americanos (OEA), Luis Almagro, se reunió  con el ministro de Relaciones Exteriores de Haití, Bocchit Edmond, en Washington para analizar las recientes protestas violentas en el país. El Secretario General, Luis Almagro, declaró: «Hacemos un llamado a todos los actores para que participen plenamente en el proceso de diálogo, respeten el proceso democrático y recurran a formas pacíficas de resolver conflictos».[107][108]
- Confederación Caribeña y Latinoamericana de Religiosas y Religiosos: La Confederación religiosa denuncia el ambiente que viven los haitianos, llamando a todos los actores «a participar activamente en un proceso de diálogo», que los ayude a recurrir a formas pacíficas en la resolución de los conflictos.[109][95]
- Conferencia Episcopal Haitíana: El organismo religioso que se ha pronunciado, publicó una breve nota en la que asegura que «la hora es grave» y es el momento de «unir nuestras fuerzas y nuestras inteligencias para salvar nuestra barca común, Haití», que es – ha puntualizado – «nuestro orgullo». Así mismo exhortan a encontrar una solución de sabiduría que tenga en cuenta los intereses superiores de la nación y la defensa del bien común y hacen un llamamiento a la conciencia ciudadana de las diferentes partes «para una decisión patriótica, aunque sea a precio de grandes sacrificios».[109][95]